# Diatonikus hangsor
A diatonikus hangsor a mai zenei szóhasználatban olyan hétfokú hangsor, amelyben öt egészhang és két félhang van úgy elhelyezve, hogy a félhangok a lehető legmesszebb legyenek egymástól. A nyugati zene leggyakrabban használt hangsora.
Az ókori görögök hangrendszereiket úgy eredeztették, hogy egy alaphangról fölfelé, majd az oktávhangról lefelé egy-egy tiszta kvintet képeztek, így az oktávot két tiszta kvartra és az ezeket elválasztó egészhangra osztották fel. Az így létrejött tiszta kvartok négy hangra való felosztásának módjait nevezték tetrachordoknak. Ezeket három génusz-ba, kategóriába sorolták aszerint, hogy azok milyen hangközöket tartalmaznak. Diatonikus-nak nevezték azt a génuszt, amely két egész- és egy félhangközt használ erre a felosztásra. Ha a hétfokú hangsort két ilyen diatonikus tetrachord felhasználásával építjük fel, megkapjuk a mai értelemben vett diatonikus hangsort.
A diatonikus hangsor fokait sorszámukkal (prím, szekund, terc stb.) vagy szolmizációs hangokkal jelölhetjük.
A diatonikus hangsor hangolása sokféle lehet. A püthagoraszi hangolás esetén hangjai hét tiszta kvintből álló összefüggő láncot alkotnak: Fa-Do-Szo-Re-La-Mi-Ti (diatónia algebrája). A zarlinói vagy tiszta hangolás esetén a skála hangközei a természetes felhangsor egyes hangközeinek felelnek meg. Kiegyenlített hangolásnál egyforma egész hangokból és azok megfelezéséből származó félhangokból állítható elő a hangsor.
A diatonikus hangsorok az európai zenei tradíció legalapvetőbb elemei közé tartoznak. Nem csak az ókori és középkori zene modális hangsorai, de a „modern” dúr és moll hangsorok is ebbe a csoportba tartoznak. A mai tizenkét fokú, kiegyenlített hangolású hangrendszerünkből is tizenkét különböző diatonikus hangsor állítható össze, és a legtöbbször így is használjuk azt.